# 카멘산

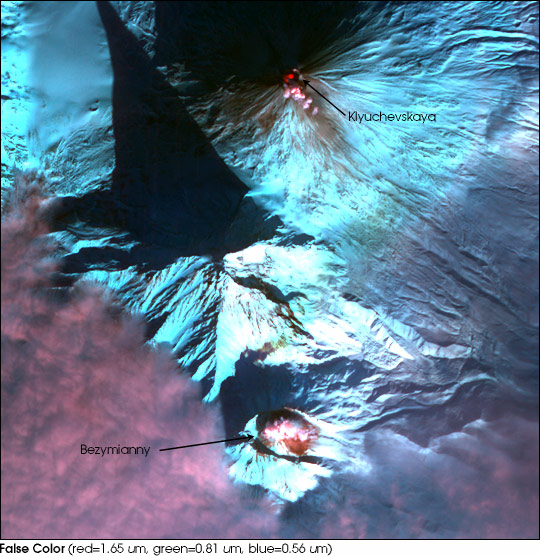

카멘산(Kamen)은 러시아의 캄차카반도에 있는 성층 화산으로, 꼭대기가 뾰족하다. 이 화산은 클류쳅스카야산과 붙어있다. 또한 이 화산은 캄차카 화산군에서 2번째로 높은 화산이며, 옆에는 베지미아니산이 붙어있다. 베지미안니는 2012년에 폭발한 활화산이다.